# Cintoia (Firenze)

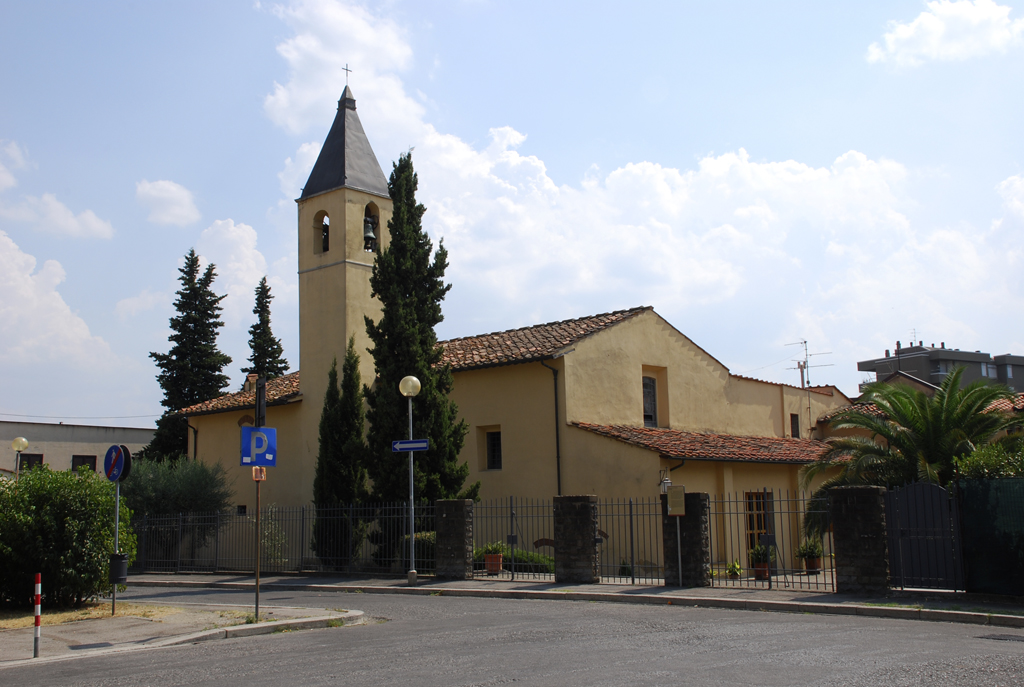
La chiesa di San Bartolo a Cintoia

Cintoia è un rione periferico di Firenze, in Oltrarno, appartenente al Quartiere 4 di Firenze e nelle vicinanze del famoso Isolotto.

## Storia
Il toponimo Cintoia deriva dal latino "centuria", termine che indicava la divisione dei terreni agricoli in unità standard, affidate ai veterani delle campagne militari. La centuriazione era molto diffusa anche nei dintorni di Florentia e nelle zone agricole ne sono tutt'oggi ben visibili le tracce, con le forme regolari dei campi o comunque linee di confine, fossi e segni che affiorano lungo una griglia a maglie regolari.
Cintoia si trovava in una zona paludosa soggetta a inondazioni, per cui per renderla coltivabile fu oggetto di grandi opere di bonifica, con lo scavo di numerosi fossi che raccogliessero le acque stagnanti e le dirigessero verso l'Arno e gli affluenti minori, come la Greve. La ricchezza di legname dei vicini boschi fa ipotizzare che le prime abitazioni nella zona fossero capanne. I prati inoltre permettevano il pascolo di animali da allevamento come pecore e i maiali. Nel 723 Cintoia è citata come oggetto di una donazione del vescovo Specioso ai canonici della cattedrale fiorentina (all'epoca Santa Reparata) e vi si riporta come vi fosse già diffusa la coltivazione della vite, affiancata da filari di pioppi tra i quali si tendevano i sostegni per le viti.
I vescovi fiorentini concedevano tali terreni a contadini, tramite contratti che prevedevano anche la graduale livellazione dei terreni, ed erano infatti detti "contratti del livello". Ne resta uno datato 12 ottobre 1482 nell'Archivio capitolare fiorentino. Nel medioevo i due "popoli" di Cintoia, cioè le parrocchie qui esistenti (San Bartolo e Santa Maria), appartenevano al quartiere di Santo Spirito, una delle quattro sottodivisioni amministrative della città.
Zona poco popolata, subì uno sviluppo tra Quattro e Cinquecento, quando numerose famiglie nobili fiorentine vi si stabilirono dando nuovo impulso allo sfruttamento della terra. In particolare spiccarono i marchesi Bagnesi, i conti Galli, i marchesi Pucci, i signori Lorenzi, la nobile famiglia dei Pazzi, i marchesi Tambelloni, i marchesi Pandolfini, i marchesi Medici, i signori Deserni.
Nell'Ottocento, alle tradizionali attività agricole, si aggiunsero quelle dei renaioli, dei pescatori, dei navicellai (traghettatori tra le due sponde dell'Arno), dei barrocciai. Le donne erano impiegate spesso come "trecciaioli", cioè intrecciatrici di paglia per l'industria dei cappelli che aveva il centro nella vicina Signa. Esistevano inoltre i barulli, venditori ambulanti di merci al minuto, i magnani, addetti al fieno, i maniscalchi per la ferratura dei cavalli, i legatori, che facevano le granate di saggina, i carradori, che costruivano barrocci e carri, i castronai, che castravano le bestie. Per la prima bottega stabile di generi vari si dovette aspettare la seconda metà dell'Ottocento, ad opera di un certo Paolo di Vincenzo Brutini: fino ad allora le merci si acquistavano dagli ambulanti o nelle botteghe della vicina Legnaia.

## Descrizione
Tra le vestigia dei tempi passati restano la cinquecentesca villa Pandolfini di Carraia e le chiese di San Bartolo e Santa Maria a Cintoia. Edifici antichi ma non monumentali sono il "palagio" a due piani verso via del Cavallaccio, già dei marchesi Samminiati e poi dei Taddei, che venne utilizzato anmche per l'accoglienza delle famiglie contadine più povere, poi, lungo l'argine della Greve, la "casa da lavoratore" dei Lorenzi, poi dei Pazzi e dei Taddei, dall'andamento curvilineo, che ricalca quello della strada, e dotato di piccola torretta-colombaia. Poco avanti lungo l'argine due edifici dirimpetto l'uno all'altro, uno già delle Monache della Crocetta e l'altro già dei Grazzini poi delle monache agostiniane di San Baldassarre, qui trasferite dopo le soppressioni del 1808.
Un altro edificio storico è la “casa da lavoratore" dei marchesi Medici su via del Cavallaccio, posseduto nel Settecento dagli Ximenes: agli stessi proprietari appartenne il complesso all'incrocio di via Santa Maria con via San Bartolo, con una cappellina dedicata a Maria Assunta, edificata nel 1752 per conservare un affresco in un tabernacolo lungo la via. Altre costruzioni simili ancora esistenti sono quella dei Cateni (zona "il Palazzo"), dei Cambi, poi Lacchini, Cambi e Curradi, e la canonica di San Bartolo (via dei Querci), nonché il caseggiato cinquecentesco dei Pucci (incrocio di via Santa Maria a Cintoia con via del Saletto), le settecentesca villa Valletti.
La villa Giannozzi, nel viuzzo dei Mori, venne invece abbattuta per creare lo svincolo del viadotto dell'Indiano.
Tra i tabernacoli della zona uno si trova sull'edificio delle monache di San Baldassarre, uno sulla villa Pandolfini e uno lungo l'argine della Greve, detto della Madonna di Pagano, che dà anche il nome alla via che lo contiene. Secondo la tradizione fu costruito nell'Ottocento da un non-credente convertitosi.